# Дубаускас, Витольдас Винцович
Витольдас Винцович Дубаускас — советский литовский хозяйственный деятель, Герой Социалистического Труда.

## Биография
Родился в 1919 году в Курпикасе. Член КПСС с 1969 года.
Участник Великой Отечественной войны
В 1950—1958 гг. — бригадир животноводческой бригады, в 1958—1979 гг. — заведующий фермой крупного рогатого скота колхоза «Шилупе» Вилкавишкского района Литовской ССР.
Указом Президиума Верховного Совета СССР от 22 марта 1966 года присвоено звание Героя Социалистического Труда с вручением ордена Ленина и золотой медали «Серп и Молот».
Депутат Верховного Совета Литовской ССР 7-го созыва.
Умер в 1982 году в Вирбаляе.

## Награды и звания
- Герой Социалистического Труда (22.03.1966)
- Орден Ленина (22.03.1966)
- Орден Октябрьской Революции (1976)
- Орден Красной Звезды (19.04.1945)